# 第212步兵師 (德國國防軍)
德國國防軍陸軍第212步兵師（德語：212. Infanterie-Division）是納粹德國國防軍陸軍的一個步兵師。該師於1939年8月組建。
1941年11月，該師調至東線，此後一直在當地作戰。
1944年8月，該師在立陶宛被殲，其殘部改編為第578國民擲彈兵師（德語：578. Volksgrenadier-Division），同年9月改編為第212國民擲彈兵師（德語：212. Volksgrenadier-Division），並在同年12月調至西線當地作戰。
該師最後於1945年5月向美軍投降。

## 註腳
1. ↑  Mitcham（2007年）